# Hephaestion nigricornis
Hephaestion nigricornis là một loài bọ cánh cứng trong họ Cerambycidae.